# ジョナサン・スティーバー
ジョナサン・スティーバー（Jonathan Stiever, 1997年5月12日 - ）は、アメリカ合衆国ウィスコンシン州オゾーキー郡シーダーバーグ出身のプロ野球選手（投手）。右投右打。MLBのシカゴ・ホワイトソックス所属。

## 経歴
2018年のMLBドラフト5巡目（全体138位）でシカゴ・ホワイトソックスから指名され、プロ入り。契約後、傘下のパイオニアリーグのルーキー級グレートフォールズ・ボイジャーズでプロデビュー。13試合に先発登板して0勝1敗、防御率4.18、39奪三振を記録した。
2019年はA級カナポリス・インティミディターズとA+級ウィンストン・セイラム・ダッシュでプレーし、2球団合計で26試合に先発登板して10勝10敗、防御率3.48、154奪三振を記録した。
2020年9月13日にメジャー契約を結んでアクティブ・ロースター入りした。メジャーデビューとなった同日のデトロイト・タイガース戦では先発して3.2回を1失点の投球だった（勝敗付かず）。この年メジャーでは2試合に先発登板して0勝1敗、防御率9.95、3奪三振を記録した。

## 投球スタイル
フォーシームは常時90mph台中盤・最速95.1mphを計測し、それにカーブとのコンビネーションで対峙するツーピッチ・ピッチャーである。

## 詳細情報

### 年度別投手成績
| 年 度    | 球 団    | 登 板 | 先 発 | 完 投 | 完 封 | 無 四 球 | 勝 利 | 敗 戦 | セ 丨 ブ | ホ 丨 ル ド | 勝 率 | 打 者 | 投 球 回 | 被 安 打 | 被 本 塁 打 | 与 四 球 | 敬 遠 | 与 死 球 | 奪 三 振 | 暴 投 | ボ 丨 ク | 失 点 | 自 責 点 | 防 御 率 | W H I P |
| -------- | -------- | ----- | ----- | ----- | ----- | -------- | ----- | ----- | -------- | ----------- | ----- | ----- | -------- | -------- | ----------- | -------- | ----- | -------- | -------- | ----- | -------- | ----- | -------- | -------- | ------- |
| 2020     | CWS      | 2     | 2     | 0     | 0     | 0        | 0     | 1     | 0        | 0           | .000  | 29    | 6.1      | 7        | 4           | 4        | 0     | 0        | 3        | 0     | 0        | 7     | 7        | 9.95     | 1.74    |
| 2021     | CWS      | 1     | 0     | 0     | 0     | 0        | 0     | 0     | 0        | 0           | ----  | 4     | 0.0      | 4        | 0           | 0        | 0     | 0        | 0        | 0     | 0        | 3     | 3        | -.--     | -.--    |
| MLB：2年 | MLB：2年 | 3     | 2     | 0     | 0     | 0        | 0     | 1     | 0        | 0           | .000  | 33    | 6.1      | 7        | 4           | 4        | 0     | 0        | 3        | 0     | 0        | 10    | 10       | 14.21    | 2.37    |

- 2021年度シーズン終了時

### 背番号
- 53（2020年 - ）